# Raimundo Pereira
Raimundo Pereira (Bisáu, 28 de agosto de 1956) es un abogado y político de Guinea-Bisáu, miembro del Partido Africano para la Independencia de Guinea y Cabo Verde. Después del asesinato del Presidente João Bernardo Vieira por el ejército el 2 de marzo de 2009, el ejército declaró que Pereira como Presidente de la Asamblea Nacional del Pueblo de Guinea-Bisáu, podía suceder al mismo como presidente del país, según la constitución. Asumió el cargo el mismo día y convocó a elecciones en los próximos 60 días. Pereira permaneció en funciones hasta el día 8 de septiembre de 2009, cuando Malam Bacai Sanhá elegido presidente el 28 de junio del mismo año, asumió el cargo.
Tras el deceso de Malam Bacai Sanhá, el 9 de enero de 2012, nuevamente asumió la presidencia de forma interina en Guinea-Bisáu, al momento que era presidente de la Asamblea Nacional, como establece la constitución del país. El 12 de abril de 2012 fue depuesto por un golpe de Estado.